# Kongo na Letnich Igrzyskach Olimpijskich 2004
Kongo na Letnich Igrzyskach Olimpijskich 2004 reprezentowało 6 sportowców.

## Skład kadry

### Judo
- Tatiana Martine Bvegadzi - kategoria +78 kg - odpadła w rundzie Last 16

### Lekkoatletyka
Kobiety:
- Michelle Banga Moudzoula - bieg na 200 m - Runda 1: 24.37 s

Mężczyźni:
- Lezin Christian Elongo Ngoyikonda - bieg na 400 m - nie wystartował

### Pływanie
Kobiety:
- Monika Bakale
  - 50 m st. dowolnym - kwalifikacje: 31.61 s - 68 miejsce

Mężczyźni:
- Rony Bakale
  - 50 m st. dowolnym - kwalifikacje: 25.07 s - 61 miejsce

### Szermierka
Mężczyźni:
- Sorel-Arthur Kembe - odpadł w rundzie Last 64